# 上州福島駅

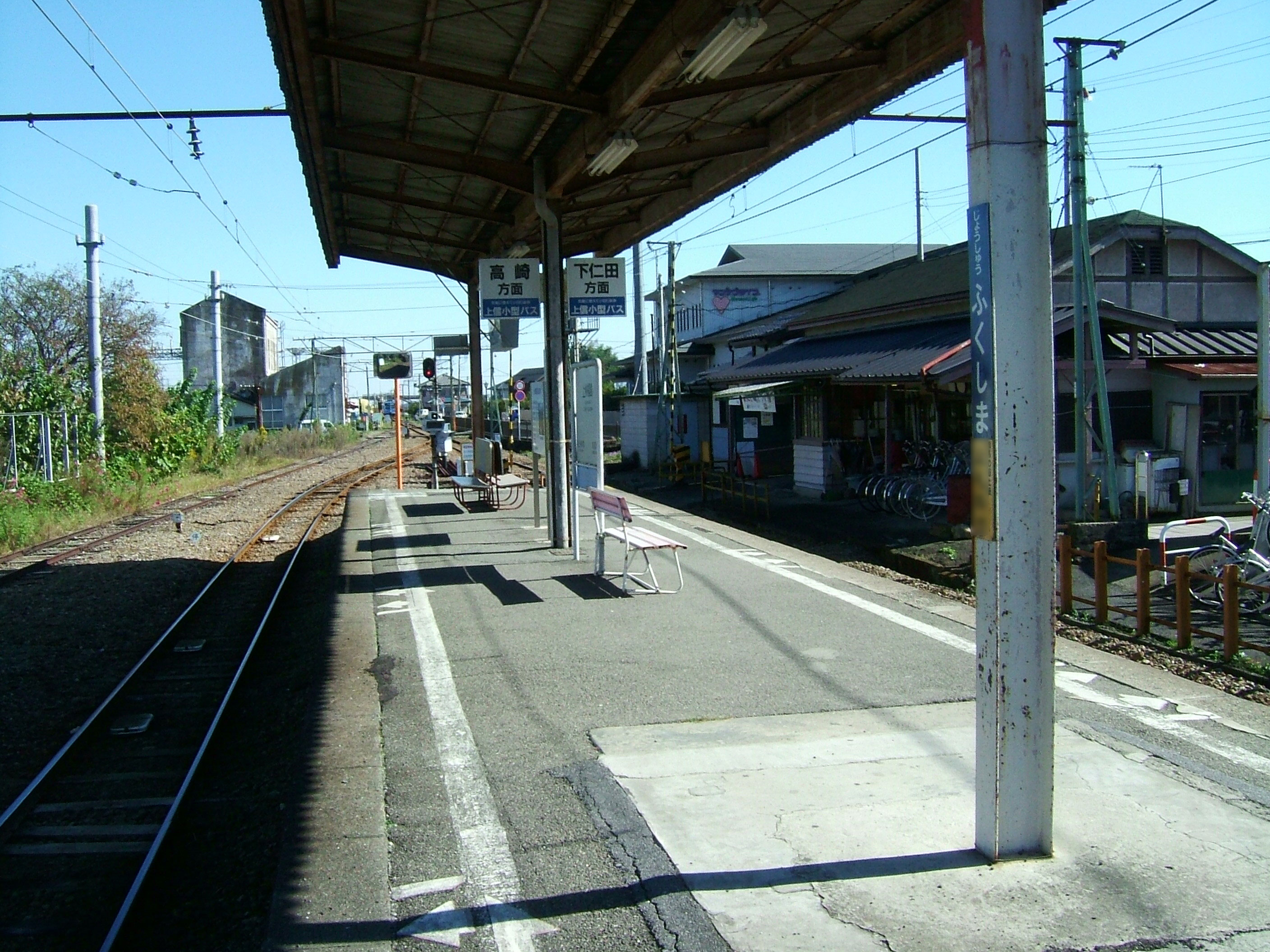
ホーム（2008年10月）

上州福島駅（じょうしゅうふくしまえき）は、群馬県甘楽郡甘楽町福島にある上信電鉄上信線の駅。委託駅である。平日昼間～夜間、および土日昼間は常時1名の駅員が配置されているが、それ以外の時間は無人になることがある。自動券売機は無く発券される切符は全て硬券である。駅員により所定の料金にて手荷物を預かるサービスを実施している。

## 歴史
- 1897年（明治30年）5月10日：福島駅として開業[1]。
- 1921年（大正10年）
  - 8月25日：社名変更により、上信電気鉄道の駅となる。
  - 12月17日：福島駅から上州福島駅に改称。
- 1964年（昭和39年）5月27日：社名変更により、上信電鉄の駅となる。

## 駅構造
島式ホーム1面2線を持つ地上駅。木造駅舎を有する。
付帯設備に関して
- トイレは水洗式。
- 使われていない側線があり、下仁田側終端部には2両の貨車が放置されている。
- 線路を渡った高崎寄りには、1924年（大正13年）に竣工した上信電鉄福島変電所が稼働している。

### のりば
| ホーム | 路線    | 方向 | 行先       |
| ------ | ------- | ---- | ---------- |
| 駅舎側 | ■上信線 | 下り | 下仁田方面 |
| 反対側 | ■上信線 | 上り | 高崎方面   |

- 案内上ののりば番号は設定されていない。

## 利用状況
1日の平均乗降人員は以下の通りである。
| 年度   | 1日平均人数 |
| ------ | ----------- |
| 2011年 | 280         |
| 2012年 | 294         |
| 2013年 | 292         |
| 2014年 | 287         |
| 2015年 | 280         |
| 2016年 | 277         |
| 2017年 | 283         |
| 2018年 | 297         |

## 駅周辺
- 小幡藩城下町 - 織田信雄の四男・織田信良が立藩した城下町。
- 甘楽町役場
- 福島郵便局
- 甘楽町コミュニティ施設「ら・ら・かんら」
- 笹森稲荷神社
- 群馬県道205号福島停車場線
- 群馬県道197号下高尾小幡線
- 国道254号

## バス路線
かつては上信ハイヤーが運営する乗り合いタクシーの那須線が運行されていたが、現在はない。

## その他
- 2005年2月20日、トラベルライターの横見浩彦が当時日本国内に存在する全ての旅客駅での下車を達成し、最後に下車した駅が当駅であった[4]。当日の様子は漫画「鉄子の旅」に描かれている。また、当駅には横見が当日書いたサインが飾られている。

## 隣の駅
上信電鉄
■上信線
上州新屋駅 - 上州福島駅 - 東富岡駅